# Criton d'Athènes
Pour les articles homonymes, voir Criton.
Criton d'Athènes (en grec ancien Κρίτων) est un philosophe athénien du Ve siècle av. J.-C., ami d'enfance de Socrate, qui a donné son nom au Criton de Platon.

## Notice Historique
Criton était originaire du dème d’Alopèce, le même que son ami et maître Socrate. Socrate et Criton ont le même âge. Riche et influent dans Athènes, il fut de ceux qui tentèrent de sauver Socrate de la mort, notamment en proposant de payer les trente mines auxquelles Socrate était taxé. Il a été immortalisé par Platon dans le dialogue socratique Criton, où Criton tente de comprendre pourquoi Socrate ne fuit pas la mort. D’après Idoménée de Lampsaque dans son ouvrage Des Socratiques, le conseil d’évasion proposé à Socrate dans le Phédon est de son disciple Eschine de Sphettos, et non de Criton.
Il eut quatre fils : Critobule,, Hermogène, Epigène et Ctèsippe[Information douteuse], qui furent tous également auditeurs de Socrate, à qui il confia leur éducation. Il était si attentif à servir Socrate qu’il ne le laissa jamais manquer de rien. Criton fut de tous les disciples de Socrate celui qui eut le plus d’amitié pour son maître ; il avait tant de soin de lui, qu'il prévenait ses besoins, et que jamais il ne permit qu'il manquât du nécessaire. Il aurait rassemblé en un livre dix-sept dialogues à ce jour perdus.

## Ouvrages
Diogène Laërce déclare que Criton composa 17 dialogues rassemblées en un seul volume. La Souda indique qu'il écrivit une Apologie de Socrate, pas présente dans la liste de Diogène. On considère tous ces écrits comme apocryphes.
- Que ce n'est pas l'instruction qui rend les hommes bons
- Sur le fait d'en avoir plus ou Sur le fait d'être cupide
- Qu'est ce qui est approprié ou Le Politique, le sous-titre correspond également au Protagoras plus bas, une correction proposée serait Celui qui peut conseiller.
- Sur le beau
- Sur le fait de mal agir
- Sur l'amour de l'ordre
- Sur la loi
- Sur le divin
- Sur les arts
- Sur la fréquentation, sous-entendu sur celle d'un philosophe
- Sur la sagesse
- Protagoras ou le politique
- Sur les lettres
- Sur l'art de la poésie, bien qu'une autre traduction donnerait Sur le beau ce qui répète le troisième titre.
- Sur l'instruction
- Sur le fait de connaître ou sur la science
- Qu'est ce que savoir ?